# سوزان هیل
سوزان هیل CBE (انگلیسی: Susan Hill؛ زادهٔ ۵ فوریهٔ ۱۹۴۲) یک نویسنده، و پدیدآور اهل بریتانیا است. کارهای ارزشمند او تا کنون: من پادشاه دژ هستم ( برنده جایزه ادبی سامرست موم ۱۹۷۱) ، زن سیاه‌پوش و غبار روی آینه می‌باشند. وی در سال ۲۰۱۲ نشان شهروندی CBE ، سومین نشان با ارزش بریتانیا را به دلیل خدمات ادبی و نوشتاریش به‌دست آورد.

## سبک ادبی
سبک نگارش هیل به سبک ادبیات گوتیک است که به ویژه این سبک در کتاب او با عنوان زن سیاه‌پوش که در سال ۱۹۸۳ چاپ گردید نمود پیدا می‌کند. این کتاب یکی از داستان‌های سرشناس انگلیسی با موضوع داستان ارواح است.این کار سوزان هیل با آثار کلاسیک نویسندگانی همانند دافنه دوموریه و مونتگیو رودس جیمز مقایسه می‌شود.

سوزان هیل در سال‌های اخیر به نوشتن ژانر جنایی روی آورده‌است. شخصیت خیالی او در این سری از داستان‌های کاراگاهی به نام سایمون سرایا است. این سری از داستان‌های جنایی هیل که از سال ۲۰۰۴ آغاز شده‌است تاکنون شامل ۹ جلد کتاب هستند. مشهورترین کتاب از این مجموعه داستان، جلد سوم آن "خطر تاریکی" است.

## جوایز
- جایزه ادبی سامرست موم ۱۹۷۱ : من پادشاه دژ هستم
- جایزه ادبی کاستا بوک ۱۹۷۲ : پرنده شب
- جایزه ادبی لوئلین ریس ۱۹۷۲: آلباتروس
- جایزه ادبی نسل اسمارتیس بوک (رده سنی ۶ تا ۸ سال ) ۱۹۸۸ : یعنی میشه درست شه ؟